# Constant Moreau
Constant Moreau (Wihéries, 4 februari 1891 – Anderlecht, 4 april 1975) was een Belgisch componist, dirigent en trompettist. 

## Levensloop
Moreau kreeg zijn eerste muzieklessen in de plaatselijke fanfare bij de dirigent Henry Lavoy. Verdere les kreeg hij aan het Koninklijk Conservatorium in Bergen bij Edmond Majeur (solfège), Arthur Norel (trompet) en Jan Van den Eeden (harmonie). Later studeerde hij privé bij Paul Gilson contrapunt, fuga, compositie en orkestratie. 
In 1911 begon hij zijn militaire loopbaan als bugelist in de Militaire muziekkapel van het 2e regiment Jagers te voet in Charleroi die toen onder leiding stond van A. Devrin. Tijdens de Eerste Wereldoorlog studeerde hij bij medemuzikanten Edmond Godaert en Jules Libett. In 1917 behaalde hij het diploma als militaire kapelmeester en werd vervolgens dirigent van de muziekkapel van het 23e Linieregiment. Hij schreef ook de mars voor dit regiment. In 1918 fusioneerde de muziekkapel met die van het 3e Linieregiment in Oostende. Hij was eerste onder-kapelmeester en vanaf 1923 kapelmeester van de nieuwe regimentskapel. Het is bekend dat hij op 14 december 1929 een concert met deze militaire muziekkapel in Oostende programmeerde met uitsluitend muziek van Belgische componistengroep de Synthetisten. Hij schreef ook een bewerking voor harmonieorkest van het werk Charles Stratton (Tom Thumb), een muzikaal sprookje over de Amerikaanse circus artiest dat werd opgedragen aan Sylvain Devreese. In 1934 ging Moreau met pensioen. 
In Oostende werd hij dirigent van de Cercle Symphonique Edmond Lapon in de periode van 1920 tot 1927. Eveneens was hij orkestmeester in het orkest van de Koninklijke Schouwburg Oostende (1927-1929). Als pensioneerde dirigeerde hij de Koninklijke Harmonie St. Cecilia Veurne (1920). De naam van deze vereniging werd in 1948 veranderd in Koninklijke Muziekkring Constant Moreau Veurne. In 1932 werd hij eveneens dirigent van de Koninklijke Filharmonie Poperinge en van 1946 tot 1961 was hij dirigent van de Koninklijke Harmonie Diest. 
Naast vele bewerkingen van klassieke symfonische muziek voor harmonie- en fanfareorkesten schreef hij ook rond 500 eigen werken voor dit medium. 

## Composities

### Werken voor harmonie- of fanfareorkest
- 1957 Magda ouverture
- 1960 Antwerpse rapsodie
- Adoration
- Diest kermis
- Het betoverd woud, balletsuite
- Jeux d'Etoiles, dantonelen in ouverturevorm
- Joyeux Nemrod
- Jubelfeest Nemesis
- La mutualiste
- Le philharmoniste
- Les postiers philantropes
- Mars van het 23e Linieregiment
- Oosters Divertimento
- Pensées Intimes
- Poperinge 1849-1949
- Rendez-vous avec Offenbach
- Retour
- Veurnse mars
- Vox Philharmoniae